# Pierścienie Rei

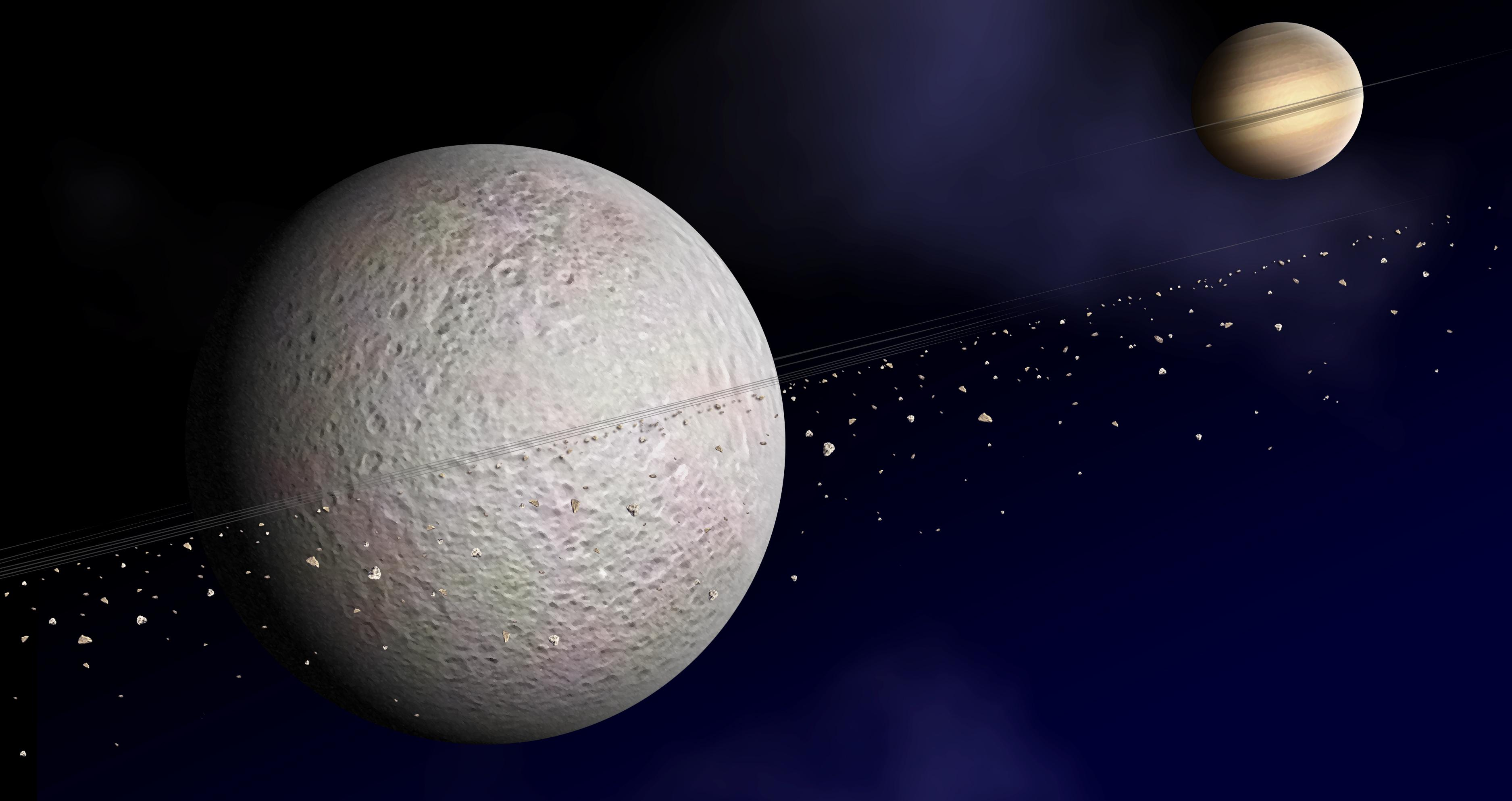
Artystyczna wizja hipotetycznego układu pierścieni Rei

Hipotetyczny układ pierścieni planetarnych wokół księżyca Saturna, Rei, którego istnienie miało tłumaczyć występowanie symetrycznego obszaru obniżonej ilości elektronów, wykrytego przez sondę kosmiczną Cassini podczas jej przelotu w pobliżu Rei w 2005 roku. Gdyby istnienie tego systemu pierścieni zostało potwierdzone, Rea byłaby pierwszym księżycem, wokół którego odkryto ich występowanie.
O odkryciu poinformowało czasopismo „Science” w wydaniu z 6 marca 2008 roku. Jednakże badania przestrzeni wokół księżyca, wykonane podczas kolejnych przelotów sondy Cassini w pobliżu Rei, nie potwierdziły występowania tam cząstek materii tworzącej pierścienie, pomimo wykonania aż 65 zdjęć, mających na celu ich obserwację. W rezultacie 29 lipca 2010 ogłoszono, że przypuszczenia co do istnienia tych pierścieni były bezzasadne.